# Les Bordes (Yonne)
Les Bordes ist eine französische Gemeinde mit 553 Einwohnern (Stand: 1. Januar 2022) im Département Yonne in der Region Bourgogne-Franche-Comté (vor 2016 Bourgogne). Les Bordes gehört zum Arrondissement Sens und zum Kanton Villeneuve-sur-Yonne. 

## Geographie
Les Bordes liegt etwa 16 Kilometer südsüdöstlich des Stadtzentrums von Sens am Flüsschen Saint-Ange. Umgeben wird Les Bordes von den Nachbargemeinden Malay-le-Grand und Noé im Norden, Vaumort im Nordosten, Dixmont im Süden und Osten, Villeneuve-sur-Yonne im Westen und Südwesten sowie Véron im Nordwesten.

## Bevölkerungsentwicklung
| Jahr                       | 1881 | 1962 | 1968 | 1975 | 1982 | 1990 | 1999 | 2006 | 2013 |
| Einwohner                  | 797  | 348  | 342  | 302  | 411  | 426  | 430  | 486  | 543  |
| Quellen: Cassini und INSEE |      |      |      |      |      |      |      |      |      |

## Sehenswürdigkeiten

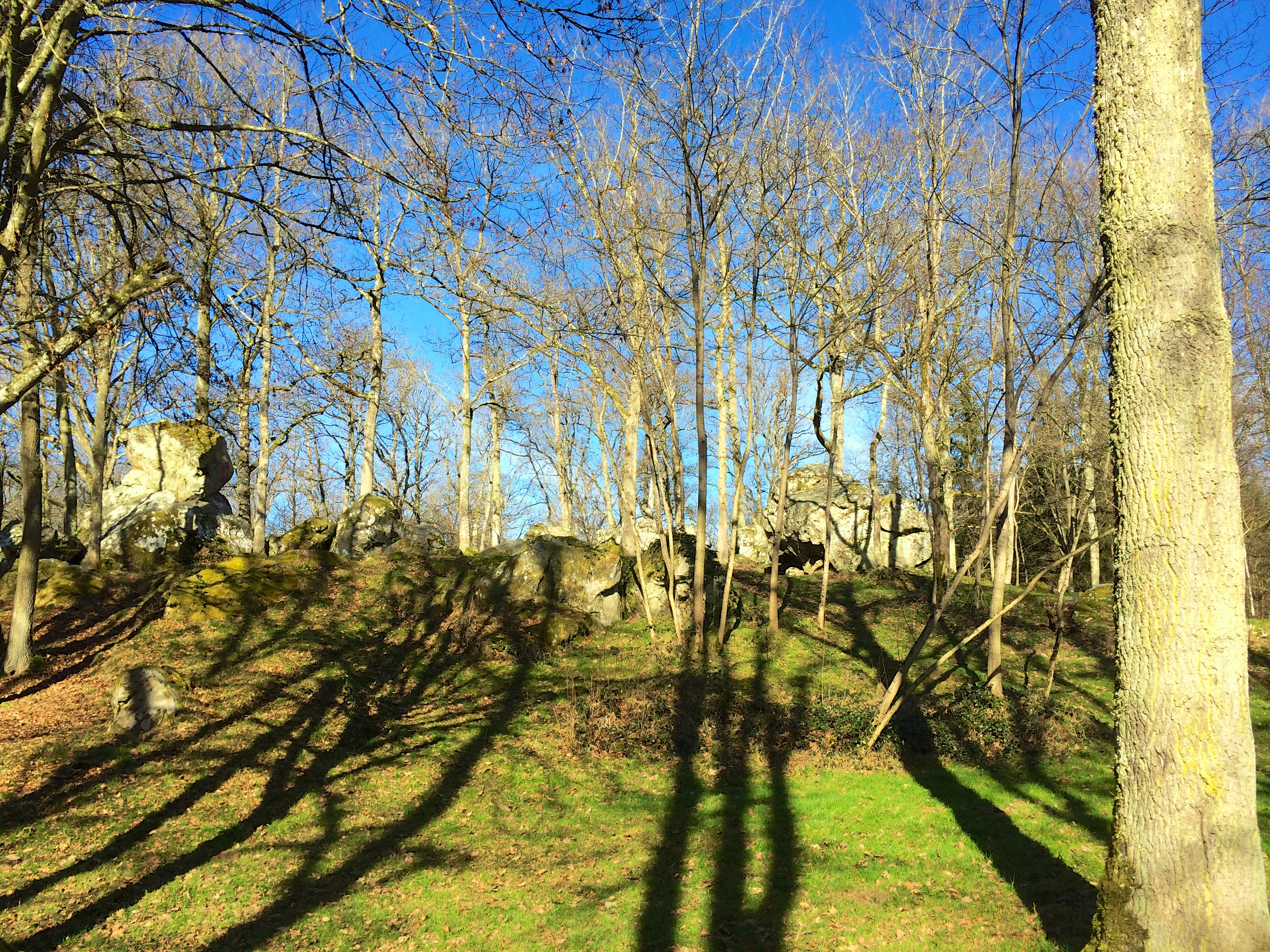
Reste des Steinkreises Roche au Diable

- Megalith
- Kirche Saint-Pierre